# ロバート・シャーリー卿の肖像
『ロバート・シャーリー卿の肖像』（ロバート・シャーリーきょうのしょうぞう、蘭: Portret van Sir Robert Shirley, 英: Portrait of Sir Robert Shirley）は、バロック期のフランドル出身のイギリスの画家アンソニー・ヴァン・ダイクが1622年に制作した絵画である。油彩。ヴァン・ダイクのイタリア時代の作品で、サファヴィー朝ペルシアを訪れ、チェルケス人の貴族出身の女性テレジア・サンプソニアと結婚した、イングランド王国の旅行家ロバート・シャーリーを描いている。妻を描いた『シャーリー夫人テレジア・サンプソニアの肖像』（Portrait of Sir Robert Shirley）の対作品。現在はいずれもナショナル・トラストが所有する絵画としてウェスト・サセックス州のペットワース・ハウスに所蔵されている。

## 人物
ロバート・シャーリーはウェスト・サセックス州ウィストンの出身で、ネーデルラント諸国に駐留するイングランド軍の戦時財務官であったトーマス・シャーリー卿（1542年 - 1612年）の三男として生まれた。父トーマスは1590年代に経済的危機に陥ったため、息子たちはそれぞれ困窮から脱する手段を講じる必要に迫られた。ロバートは兄アンソニーとともにサファヴィー朝ペルシアを訪れ、チェルケス人のテレジア・サンプソニアと結婚した。1607年から1608年にかけてサファヴィー朝第5代の王アッバース1世の外交官としてオスマン帝国に対する同盟交渉のため、テレジアとともにヨーロッパ諸国を訪問した。ロバートはポーランド国王ジグムント3世やローマ教皇パウルス5世から歓迎を受け、神聖ローマ皇帝ルドルフ2世からはナイトと宮中伯に叙された。1611年にはイングランドに滞在し、息子ヘンリーが生まれている。2人はその後ペルシアに帰ったが、1615年に再びヨーロッパ諸国を訪問した。2人は1617年から1622年夏までスペイン王国に滞在したのち、同年7月22日にローマを訪れ、教皇グレゴリウス15世からペルシア大使として迎えられた。1628年、ガズヴィーンで暗殺された。

## 作品
| 対作品『シャーリー夫人テレジア・サンプソニアの肖像』。テレジア・サンプソニアはヨーロッパ風の衣装を着ている。1622年。同じくペットワース・ハウス所蔵。 |  | 対作品『シャーリー夫人テレジア・サンプソニアの肖像』。テレジア・サンプソニアはヨーロッパ風の衣装を着ている。1622年。同じくペットワース・ハウス所蔵。 |
| 対作品『シャーリー夫人テレジア・サンプソニアの肖像』。テレジア・サンプソニアはヨーロッパ風の衣装を着ている。1622年。同じくペットワース・ハウス所蔵。 |  | |

ヴァン・ダイクはペルシア風の衣装を着ているロバート・シャーリー卿の全身立像を描いている。ロバートはターバン、金と銀の刺繡と中央にバラのリボンが付いたシルクのクアバを着ており、黄土色の帯で締めて、シミタール刀（三日月刀）を腰に差している。さらにバラプシュ（Balapush）と呼ばれる花や人物がふんだんに刺繍された金色のオーバーマントを右肩にかけ、左手には弓と矢筒のベルトを握っている。画面右から左下の背景にかけて赤いカーテンが見える。
対作品である妻を描いた肖像画の中でテレジア・サンプソニアはペルシア風ではなくヨーロッパ風の衣装を着た座像で描かれているが、それとは対照的にロバートはペルシア風の衣装を着た立像で描かれている。17世紀の歴史家トーマス・フラーによると、ロバートはアッバース1世の大使として定期的にペルシアの正装を着た。これらはおそらくサファヴィー朝の王室御用達の仕立て屋によってペルシアで作られたものと考えられる。弓矢はおそらく貴族の地位を象徴している。画面左下に黄色で「ロバート・シャーリー卿」（Sir Robert Shirley）と記されている。
肖像画はピーテル・パウル・ルーベンスに師事し、イタリアでティツィアーノ・ヴェチェッリオなどのヴェネツィア派の色彩家たちの作品を研究したヴァン・ダイクの、豪華な衣装がもたらす豊かな効果に対する研ぎ澄まされた眼差しを示している。
対として制作された肖像画が夫妻の依頼によるものであるかどうかは不明である。大英博物館に所蔵されているヴァン・ダイクのイタリア時代のスケッチブックにはロバートや妻テレジアなどの簡単な素描が含まれているため、画家がローマ滞在中に彼らと出会ったことは疑いない。それらの素描の1つには横からの視点でロバートの全身像が描かれている（No. 1957,1214.207.62）。

## 来歴

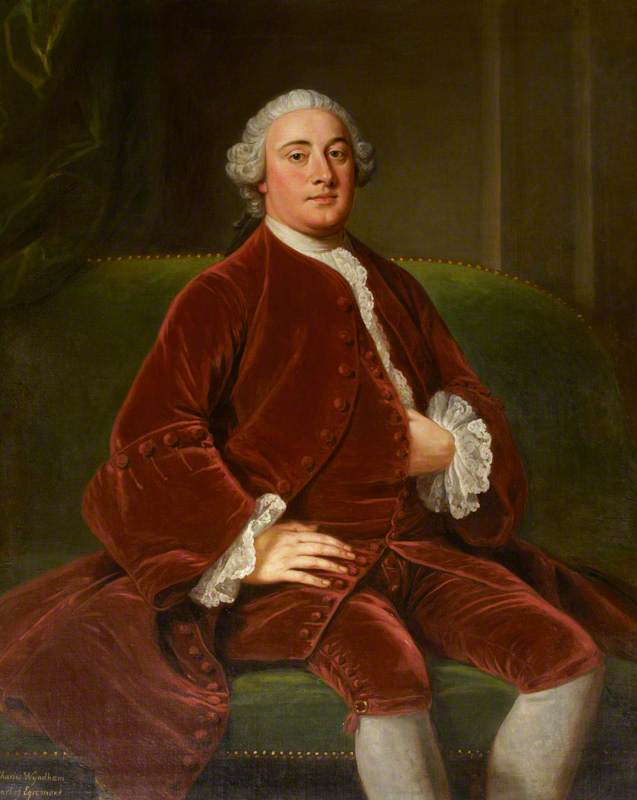
ウィリアム・ホーアによる『エグレモント伯爵チャールズ・ウィンダムの肖像』。ペットワース・ハウス所蔵。

ロバート・シャーリーの死後、肖像画は1668年にローマで死去した未亡人テレジアの元に残されたと考えられている。当時すでに父トーマスが建設したウィストン・ハウスは1622年に初代ミドルセックス伯爵ライオネル・クランフィールドに売却されており、シャーリー家の邸宅はなかったため、肖像画がイングランドに残された可能性は低い。テレジア死後の来歴や、ペットワース・ハウスのコレクションに加わった正確な時期も不明である。ペットワース・ハウスはノーサンバーランド公爵家とサマセット公爵家、第3代エグレモント伯爵ジョージ・ウィンダムが形成した美術コレクションで知られるが、第10代ノーサンバランド伯爵アルジャーノン・パーシーの1671年と1672年の目録には記載されていない。
肖像画はおそらく18世紀にイタリアからイギリスに持ち込まれ、1750年以降ペットワース・ハウスを所有した第2代エグレモント伯爵チャールズ・ウィンダムによって購入されたと思われる。少なくとも第2代エグレモント伯爵が死去する1763年までには伯爵家のコレクションに加わっており、翌1764年に初めてペットワース・ハウスで記録された。これ以降、夫妻の肖像画はエグレモン伯爵の子孫に相続されることになった。第3代エグレモント伯爵の死後、ペットワース・ハウスは息子である初代ルコンフィールド男爵ジョージ・ウィンダムから、第3代ルコンフィールド男爵チャールズ・ウィンダムが1947年にをナショナル・トラストに譲渡したが、ペットワース・ハウスのコレクションは1952年に死去するまで所有した。その後、甥であり相続人である第6代ルコンフィールド男爵ジョン・ウィンダムは、1956年に相続税の代わりに財務省によるコレクションの大部分の受け入れを手配した。これにより本作品を含むコレクションは財務省によって取得されたのち、ナショナル・トラストに譲渡された。

## ギャラリー
関連作品

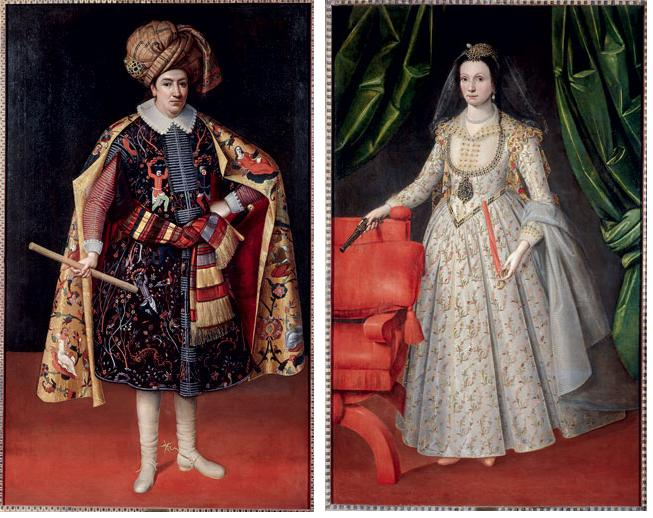
作者不明『ロバート・シャーリーとテレジア・サンプソニアの二重肖像画』1627年頃 バークリー城（英語版）所蔵